# 鋼鐵人：裝甲冒險
《鋼鐵人：裝甲冒險》（英語：Iron Man: Armored Adventures），台灣卡通頻道譯為鋼鐵人，是由原本驚奇漫畫出版的漫畫《鋼鐵人》系列所改編的動畫影集，故事系列由克里斯多福·約斯特（Christopher Yost）編寫。
大部分角色的背景經過重設，最明顯的是主要生活圈搬到高中校園，幾個重要角色也成為高中生。2009年4月12日Teletoon在加拿大首播，美國由尼克通頻道在2009年4月24日首播。台灣在台灣時間（GMT+8）2010年5月23日21:30由台灣卡通頻道首播，每週日連播三集，隔天凌晨重播時進度比起前者快一集。但是在下週日21:30播出時段，進度是接續原相同時段的第三集。第二季在美國從2011年7月13日首播並已播映完畢。全系列共兩季。

## 故事源起
東尼·史塔克是一位天才少年發明家。他父親霍華是大公司史塔國際的董事長，公司大部分科技產品都是他們父子設計的。歐巴達·史丹要求將科技應用到武器研發以掌握商機，但總是為霍華拒絕。在一次史塔克父子搭乘飛機失事，東尼存活下來但心臟嚴重受損，只能由他研發的裝甲衣科技提供的人工動力核心取代心臟功能。
根據霍華的遺囑，他好友羅迪的母親成為他的監護人。他也必須到學校上課，在成年後才能接管史塔國際。在這之前，史塔國際在總裁歐巴達的掌握下。東尼和羅迪成為同學，並在學校第一天認識好奇心旺盛又多話的女同學派翠西亞·波茲，又稱小辣椒。
東尼懷疑歐巴達謀殺他父親，所以穿上裝甲衣飛到史塔國際大樓外竊聽歐巴達。一段列車失控要撞上史塔國際大樓，東尼轉身用裝甲衣的力量化解危機。這段經過上了媒體，媒體稱呼這位穿著裝甲衣的神秘英雄為「鋼鐵人」。從此東尼以鋼鐵人身分監視歐巴達，並且解決發生在紐約市的危機。另一方面，他父親留下來神祕的馬克魯戒指和筆記也是他在裝甲衣科技之外不斷鑽研的對象。

## 裝甲衣
東尼的裝甲衣平時摺疊起來，外形看起來像一個背包。需要使用時背在背上啟動，裝甲衣會展開覆蓋東尼讓東尼以鋼鐵人身分行動。東尼穿上裝甲衣以鋼鐵人的身分出現時，可以利用裝甲衣提供的絕佳防護。裝甲衣的動力裝置除了讓東尼在操作時不會覺得重，還可以發揮巨力舉起笨重的物體。搭配飛行能力，東尼化身鋼鐵人後可以接住墜落的高架列車頭。裝甲衣的人工智慧可以協助東尼分析狀況，並適時提出語音警告，例如溫度、氧氣濃度、異常能源波動以及東尼維持生命的動力核心狀況。裝甲衣的電腦也是資料庫，可以掃瞄東尼看不懂的文字並翻譯。
裝甲衣可以自動導航，有時候東尼會呼叫裝甲衣到身陷險境的自己身邊。在第一季末期，羅迪要帶裝甲衣給東尼時，自己穿上一件去找東尼並設定另一件自動跟隨。東尼也曾經在完成任務後過於疲倦，直接將裝甲衣設定自動導航回基地，自己則已經在途中睡著。裝甲衣配備的通訊系統除了讓他和同伴們聯絡，和人工智慧之間的搭配讓東尼可以即時發現通訊被追蹤，並在通訊密碼被破解前更改通訊密碼。
裝甲衣的武器一般是由掌心部位發射的衝擊光束，還有從胸口發射的單束光砲。單束光砲是東尼的裝甲衣最強的武器，可以一次攻擊大量敵人。但是必須消耗大量能源，過度使用會有動力核心缺乏能源的危險。
東尼在自己的基地不只放一件裝甲衣，而且會隨著以不同管道取得新科技為裝甲衣升級。某些版本的裝甲衣是為了特殊需要加入額外的設計。例如能隱形的裝甲衣讓他便於隱密行動，缺點是啟動隱形相當耗費能源。另外還有特別加強防寒能力的裝甲衣，這是和暴風雪交手後設計的。還有防禦和動力都特別強化的裝甲衣，東尼只有靠這件才能阻止失控的浩克。
裝甲衣上面可能有自毀裝置，讓東尼在情況特殊時以定時或手動遙控方式讓裝甲衣爆炸。

## 角色介紹

### 三人組
- 東尼·史塔克（Anthony "Tony" Stark，配音：Adrian Petriw（英）／張宇豪（台））

故事的主角，少年天才發明家。在飛機失事以後以裝甲衣動力核心的科技代替受損的心臟維持生命，並且以鋼鐵人的身分一面阻止紐約市的犯罪一面調查他心中的嫌疑犯歐巴達。除了為裝甲衣的科技升級，他父親留下的馬克魯戒指和相關筆記也是他鑽研的對象。
在飛機失事後根據霍華的遺囑受到羅迪的母親監護，並且進入明日學院就讀。但是他一開始並不在意學校的課業，甚至在上課中截聽警用頻道。一來他認為學校的課業太簡單，不需要放在心上。二來他認為自己遲早要繼承史塔克國際，學校根本不重要。羅迪的母親雖然不知道鋼鐵人的秘密，看到他無心課業決定告訴他霍華的遺囑提到如果不能維持好成績就要失去史塔克國際的繼承權。東尼要同時承受身為鋼鐵人的責任與學校的課業壓力，後來羅迪和小辣椒告訴他可以信任能對他伸出援手的朋友。
在第一季末期，東尼的基地被東大兵炸毀，大部分的裝甲衣也被破壞。第二季開始，東尼從中國返回紐約，帶羅迪和小辣椒去看他建立在一座馬克魯神廟內的新基地。
第二季開始和惠妮約會。
- 羅迪（James Rupert "Rhodey" Rhodes，配音：Daniel Bacon（英）／黃天佑（台））

東尼的朋友和同學，在東尼進入明日學院以前就和東尼認識，也是在一開始就知道東尼在研發裝甲衣。從東尼以鋼鐵人身分出現開始，羅迪在東尼的基地和東尼通話。羅迪不喜歡東尼一些他認為瘋狂的舉動，認為東尼做事不考慮後果。在小辣椒發現東尼的鋼鐵人身分以前，和出任務的東尼對話時還要辛苦守住秘密不讓小辣椒知道。
有時候東尼陷入危機，他會自己穿上裝甲衣並帶上準備給東尼的那件去救援東尼。在第二季開始，東尼前往中國一段時間，所以他穿上另一種款式的裝甲衣為東尼的鋼鐵人代班。
- 小辣椒·波茲（Patricia "Pepper" Potts，配音：Anna Cummer（英））

東尼在明日學院的同學，個性好奇急躁，從東尼第一天到學校就對東尼問不停。說話又快又多，會讓東尼幾乎插不上話。喜歡開玩笑，有時候也會對東尼調情。對於好奇的事物會追查到底，對父親在FBI的工作感興趣。在東尼將她從飛鞭子手中救出後，發現東尼就是鋼鐵人。有能力滲透FBI的資料庫。據她自己對東尼所說她在一年級的時候沒什麼朋友，但是沒有人找她麻煩，所以也還過得去。她也懂得策畫。在東尼把裝甲衣遺留在史塔克國際的大樓時，就是她提出安排一次校外教學伺機拿回裝甲衣。
第二季開始和哈皮約會。

### 相關親屬
霍華·史塔克（Howard Stark）
東尼的父親，在和東尼搭乘飛機從視查工地返回的途中因飛機失事並失蹤。在第一季結尾小金告訴東尼霍華還活著，第二季開始仍然受到小金挾持。
霍華在過去掌握史塔克國際以開發武器為主，並且幫神盾維修武器系統。在東尼出生後，他開始思考如果以後東尼問他曾經為人類做過什麼，他該如何回答。所以他將史塔克國際轉型，放棄武器研發，也因此讓史塔克國際經歷破產危機。從東尼小時候，他就提醒東尼：「武器不能解決問題，只會製造更多問題。」在東尼的母親過世後，他更是將東尼帶在身邊親自教育，因為他怕有一天和東尼分開。但是他後來還是讓東尼進入明日學院並要求維持好成績，因為他自己也了解東尼需要的不僅是知識，還有人際關係的培養。
霍華在飛機失事前持有一枚馬克魯戒指，是史塔克國際施工時意外發現的，還有對馬克魯戒指的研究筆記。霍華猜想馬克魯戒指可能是古代來源不明的高科技產物。
蘿絲/羅蓓妲（Roberta Rhodes）
羅迪的母親，也是霍華所指定東尼的法定監護人。本身是律師，過去也是霍華的法律顧問。不知東尼的鋼鐵人身分，但是看東尼無心課業以後決定告訴東尼霍華交代過如果東尼不能在學校維持好成績就不能繼承史塔克國際。
大衛
羅迪的父親
小辣椒的父親
FBI探員，小辣椒對他的工作內容感興趣。在他被飛鞭子攻擊受傷以後，小辣椒更是積極涉入讓小辣椒自己也引來飛鞭子的攻擊。

### 學校
凱利老師
白髮的老師。東尼第一天到明日學院的時候，覺得學校的內容對他都太簡單。到了下課時間，場面變成東尼在台上黑板講解，凱利老師在下面聽。
納拉校長
明日學院的校長，喜歡主動的學生。小辣椒安排明日學院到史塔克國際的校外教學，就是向納拉校長提議。
小金（Temugin, Gene Khan）
母親是皇族後裔，小時候住在中國的農村。繼父張是中國黑幫東大兵的首領，和繼父住在紐約的唐人街。在東尼拿霍華關於馬克魯戒指的筆記來找他後，讓自己進入明日學院並接近東尼討論馬克魯戒指的事。一開始小辣椒和羅迪都認為東尼和小金走得太近，小辣椒尤其認為小金可疑。在尋找馬克魯戒指的旅程，小金有時候一起行動。在《Hide and Seek》一集只有東尼和小金一起行動，事後羅迪和小辣椒表達對東尼的不滿。小辣椒在後期開始相信小金，甚至認為東尼應該把鋼鐵人的身分告訴他。
小金事實上在故事開始沒多久就囚禁了張，奪走馬克魯戒指，並且用滿大人的身分指揮東大兵。在他掌握東大兵期間，他下令尋找馬克魯戒指並升高和馬吉亞幫的衝突。他以小金的身分和東尼行動，但是每當東尼通過試煉啟動馬克魯介指的力量，他就化身滿大人奪走戒指。由於化身滿大人的時候全身會被裝甲遮蔽，東大兵有段時間沒發現滿大人換了。隨著和以前的張相較之下不合理的舉動，東大兵開始起疑。後來為了救哈皮攻擊東大兵，讓東大兵發覺滿大人被換了。第一季末東大兵救出張，他和東尼、小辣椒被帶到馬克魯戒指的神廟，羅迪帶東尼的裝甲衣前往救援。最後他發現東尼是鋼鐵人，隨後他搶奪馬克魯戒指時透露他滿大人的身分。東尼擊敗他後和小辣椒、羅迪離開，他則發現還有另外五枚馬克魯戒指。
小金性格精明冷酷，可以為了得到馬克魯戒指想出殘忍或有效的計畫。即使被懷疑，也能快速掩飾。可是在第一季他的想法也曾經遊走在光明與黑暗之間，例如在《Don't Worry, Be Happy》一集為了救哈皮而以滿大人的身分攻擊東大兵，造成東大兵發現他們跟隨的滿大人已經不是原來那一位。在取得五枚馬克魯戒指後什麼事都沒發生，開始回想過去和東尼、羅迪、小辣椒相處的時光，直到不久後發現還有另外五枚戒指存在而繼續尋找戒指的旅程。
第二季一開始，小金在香港挾持霍華前往一座隱藏在山壁的神廟。
快樂·霍根（Happy Hogan）
東尼在明日學院的同學。學校的籃球隊員，好動且常無心上課。自從東尼進入明日學院以後，會和東尼條件交換，讓東尼為他寫作業交換他的幫忙。
第二季開始和小辣椒約會。
惠妮·史丹（Whitney Stane）
歐巴達的女兒，對東尼相當親切且幫助東尼。東尼夜闖史塔克國際被抓到時，就是她幫助東尼脫身。歐巴達把她送到明日學院，要她監視東尼。她第一天到學校就指定要東尼帶她參觀，並在不久後告訴東尼歐巴達送她到學校的目的。
因為歐巴達忙於事業不理她，讓她一直相當在意歐巴達對她的冷落。鋼鐵人出現以後，歐巴達更是將注意力集中在擄獲鋼鐵人與取得鋼鐵人的科技上。她認為是鋼鐵人害她更沒有機會和父親相處，從史塔克國際的未完成產品找出偽裝面具化身假面夫人，想要摧毀鋼鐵人。由於不知道東尼的鋼鐵人身分，造成她同時存在要摧毀鋼鐵人和保護東尼的想法。對鋼鐵人方面，她被鋼鐵人打敗並承諾不再出來鬧事。可是後來得知幽靈殺手要暗殺東尼，又使用偽裝面具假扮成東尼鬧事吸引幽靈殺手的注意。
由於長期使用偽裝面具讓自己因為面具上的有毒物質影響心智，會在不自覺的情況下自己拿面具化身假面夫人。最後中毒過深昏迷在床並處於生命危險。東尼使用自己動力核心的材料為她製作解藥，而她醒來後記憶只到她第一天到明日學院為止的事。
第二季開始和東尼約會。

### 敵人
歐巴達·史丹（Obadiah Stane）
東尼認定的敵人，懷疑他害死父親霍華，直到小金告訴東尼霍華還活著。歐巴達和霍華對公司的發展方向意見不合，霍華不同意歐巴達研發武器的提議。在霍華與東尼搭乘的飛機失事後，歐巴達就成為東尼眼中的嫌疑犯。
歐巴達性格冷酷，為了達成目的不擇手段。當他見到鋼鐵人出現，一開始希望能和鋼鐵人合作而未獲理睬，他掌控下的史塔克國際也沒有能力仿製鋼鐵人的技術。因此他想到俘虜鋼鐵人，但是沒有成功。在把東尼設計的推土機改造成武器後讓軍方參觀武器性能，軍方表示敵人會活動時鋼鐵人剛好出現，他為了證明武器的能力而下令攻擊鋼鐵人。他為了得到武器技術，不惜雇用惡名昭彰的科學家唐尼，後來因為和唐尼的衝突差點被殺。
歐巴達知道在霍華失蹤以後，東尼不可能安份什麼都不做，因此安排女兒惠妮到明日學院就近觀察東尼的舉動。幽靈殺手要追殺東尼時，東尼懷疑是歐巴達策劃。但是幽靈殺手親自否認，對東尼宣稱歐巴達甚至派人保護東尼。後來惠妮頻繁使用偽裝面具中毒過深而昏迷，歐巴達在束手無策之下只有找東尼幫忙。東尼告訴歐巴達需要一種稀有礦石為原料才能製作解藥救惠妮，可是礦石放在廢棄的北極基地，惠妮撐不了往返所需的時間。歐巴達要求被他囚禁的唐尼為他帶回礦石，並在唐尼頸部設炸彈避免他背叛。但是唐尼解除炸彈並回頭要殺歐巴達，被東尼以鋼鐵人身分阻止。
滿大人（Mandarin）
「滿大人」在《鋼鐵人：裝甲冒險》是一種稱號，可能先後有不同的人成為滿大人。根據在智之神廟發現的文字記錄，第一代滿大人得到馬克魯戒指的力量征服世界，但是他的兒子們都配不上馬克魯戒指。所以他在各地建立神廟收藏戒指，並在神廟設下試煉，只有完成試煉才能啟動戒指的力量。
小金在小時候就有一枚馬克魯戒指，後來他的繼父張掌握戒指並以滿大人的身分領導馬吉亞幫。小金成功囚禁張並奪取戒指，並以滿大人的身分繼續指揮東大兵。在這段時間，小金也會化身滿大人尋找馬克魯戒指，並且和東尼的鋼鐵人衝突。第一季末張擺脫監禁，東大兵仍然以「滿大人」稱呼張。之後在南美洲的神廟時因為啟動試煉，讓張意外弄掉配有從小金奪得的戒指的手套，小金奪回戒指並得以再以滿大人的型態現身。
張（Xin Zhang）
表面上是一位古董商人，實際上是中國黑幫東大兵的首領。FBI曾經對其身分進行調查，但是沒有確切的證據。霍華失蹤以前曾經和他約好見面，要拿馬克魯戒指相關的筆記給他分析。東尼在霍華失蹤後進入明日學院並拿筆記到張在唐人街的古董店，但是已經見不到張，出面迎接的是第一次見面的小金。
張平時接見手下，是以滿大人的型態現身。他和小金的母親結婚，成為小金的繼父。張從小金得到馬克魯戒指並以滿大人的身分統治東大兵，但是小金不甘於受到張的驅使。張對小金表示小金就和小金的母親一樣受到西方文化的腐化，對小金在東大兵內標榜自己地位的行為不滿。後來小金奪回馬克魯戒指並囚禁張。即使在被囚禁中，張仍然對小金表示鄙夷。除了宣稱小金根本不了解馬克魯戒指的力量，還說小金能取得馬克魯戒指就只是跟在東尼後面撿人家的殘羹剩菜。
張在第一季末期被救出來，手下東大兵仍然以滿大人稱呼他。他帶領東大兵把東尼、小辣椒和小金帶到南美洲的神廟，後來在啟動試煉後意外讓馬克魯戒指得而復失。最後和東大兵以直升機逃離現場。
米法拉伯爵（Count Nefaria）
歐洲黑幫馬吉亞幫的首領。
獨角獸（Unicorn）
馬吉亞幫僱用的殺手之一。穿著的裝甲頭部有一支角，可以發射能量光束。
唐尼（Donnie Gill）/暴風雪（Blizzard）
本身是一名惡名昭彰的科學家，從監獄被放出後為歐巴達研發武器，後來和歐巴達起了衝突。當他以暴風雪身分出現時，可以使用極低溫凍結目標，也可以在室內製造覆蓋冰雪的環境。在《Cold War》一集潛入史塔克國際被鋼鐵人身分的東尼遇上，謊稱自己是不願發明被歐巴達轉移到軍事用途並談及自己的妻子和小孩。東尼受到欺騙幫他取得重要的裝置，讓他得以強化自己的戰鬥裝。當東尼發現自己被他利用以及他想要殺死歐巴達的事出面阻止他，但是在他的寒冷攻擊下陷入險境。後來東尼另外製作特別強化抗寒能力的裝甲衣，擊敗他並成功阻止他殺死歐巴達。
在惠妮因為中毒而陷入昏迷時，劇情揭露唐尼被歐巴達囚禁。歐巴達要唐尼到史塔克國際在北極的廢棄基地取回製作解藥的材料礦石，他以暴風雪的身分出發。為了防止他背叛，歐巴達對他安裝炸彈。可是他後來自己解除炸彈並回頭要殺歐巴達，被東尼以鋼鐵人身分阻止。
第二季和賈斯汀·漢默合作。當駕駛鈦機甲的賈斯汀被東尼打敗，他幫賈斯汀將鈦機甲降溫。隨後賈斯汀殺害菲克斯先生，他感到震驚並說賈斯汀冷血。
菲克斯先生（Mr. Fix）
武器研發專家，和馬吉亞幫有交易。飛鞭子的裝備就是他的作品。他曾經在《Whiplash》一集派飛鞭子攻擊小辣椒的父親，之後又要飛鞭子追殺小辣椒，被東尼阻止。在《Man and Iron Man》一集，東尼的裝甲衣被飛鞭子擊中意外讓人工智慧產生自我意識並攻擊菲克斯，菲克斯求饒並差點在自己的實驗室被摧毀時被殺。到《Don't Worry, Be Happy》一集，一群人正在搶劫，是受到他的指使。他們在離開前還裝設一枚足以摧毀一座城市的炸彈，被哈皮用非常簡單的方式解除。
第二季和賈斯汀·漢默合作，研發鈦機甲的科技。在賈斯汀駕駛的鈦機甲被東尼擊敗後，賈斯汀從機甲逃出來並表示這是菲克斯先生最後一次讓他失望。菲克斯先生被賈斯汀殺害，然後從他頭部後方取出磁碟並放進電腦，將菲克斯先生的意識上載到電腦以「重生」。賈斯汀宣布從此菲克斯先生要不停為他工作，菲克斯先生在電腦的意識則對自己的新狀態感到驚恐。
飛鞭子（Whiplash）
菲克斯先生的手下，穿著的戰鬥裝甲由雙手延伸一對發光的鞭子，有相當的破壞力。在《Whiplash》一集登場，小辣椒的父親被他攻擊昏迷住院，後來又受菲克斯先生的指使追殺小辣椒，被東尼打敗。在《Man and Iron Man》一集，有近乎自我意識的裝甲衣主動攻擊菲克斯先生，飛鞭子試圖阻止但是被擊敗。
據飛鞭子本人所說，他會幫菲克斯先生做事是為了還人情。
艾凡·范可（Ivan Vanko）/赤色機甲（Crimson Dynamo）
飛馬座計畫的成員之一，俄國太空人。穿著先進的赤色機甲在太空進行任務，因為發生太陽電磁風暴，他的同事安東丟下他將太空船開走。他靠赤色機甲的靜脈注射維生，在太空漂流兩年。後來成功返回地球，帶著憤怒要找安東算帳，連鋼鐵人身分的東尼都擋不住。最後小辣椒找到他的妻子伊莎貝拉和兒子米凱爾，讓他放棄復仇回家陪家人。
飛馬座計畫為「美國潛在能源集團」（Potential Energy Group Alternate Sources United States，直譯為飛馬座）。
帕克斯（Arthur Parks）/雷射人（Living Laser）
帕克斯原本是馬吉亞幫的一名普通成員，在《Meltdown》一集登場，搬運武器時不小心讓不明武器從箱子掉出來。在身體受到侵蝕後，他發現自己獲得超出常人的破壞力並且搶銀行。東尼說他有問題需要幫助，但他嗤之以鼻。被東尼打敗後送進監獄，身體持續異變後逃獄。他可以自由轉變為能源體到處流竄，並在紐約市製造混亂引出鋼鐵人身分的東尼。東尼一開始面對轉變成能源體的他有攻擊無效的問題，後來裝甲衣的電腦偵測到他的頻率。東尼改變衝擊光束的頻率，再次擊敗他。
在《Fun with Lasers》一集，他奪取了神盾的太空站並且威脅要攻擊地球。東尼以鋼鐵人身分前往阻止時，被神盾警告不要介入。原來神盾打算摧毀太空站，連同裡面的工作人員一併犧牲。最後給東尼二十分鐘阻止雷射人，東尼完成任務。
在《Technovore》一集神盾找東尼去維修太空站時，東尼發現成為雷射人的帕克斯被囚禁在那裡。而且因為能源逐漸枯竭的緣故，帕克斯逐漸瀕臨死亡。東尼對神盾這種違背人道的行為大為不滿。
到《Designed Only for Chaos》一集，AIM為了完全魔多客計畫偷走雷射人當能源。東尼前往AIM阻止，但是魔多客仍然成功啟動。帕克斯這時候也了解過去鋼鐵人對他說的那些話是真的想要幫他，同時發現鋼鐵人的真實身分是東尼。為了救援被魔多客壓倒性優勢壓制的東尼，帕克斯全力攻擊魔多客，讓魔多客因此撤離。帕克斯也因為耗盡能源，在東尼面前消失。
在第二季，賈斯汀·漢默要菲克斯先生將雷射人重生。
幽靈殺手（Ghost）
在《Chasing Ghosts》登場，要暗殺東尼。他的裝甲不但可以讓他隱形，還可以在隱形時如幽靈任意穿越包含牆壁、地板等障礙物，不過發動攻擊時要解除這些能力。惠妮為了保護東尼的安全，重新以假面夫人偽裝東尼公開鬧事以吸引幽靈殺手的注意。和惠妮對話時告訴惠妮他不是歐巴達雇用的，歐巴達甚至派人保護東尼。幽靈殺手宣稱鋼鐵人不可能永遠保護東尼，他總有一天會得手。惠妮提出交易，願意用更高的價碼換幽靈殺手不殺東尼。幽靈殺手接受交易，在確認錢已經進戶頭之後離開。
在《Designed Only for Chaos》被AIM雇用偷取雷射人，協助完成魔多客計畫。東尼發現了，也因此得知之前幽靈殺手的雇主就是AIM。
假面夫人（Madame Masque）
由於歐巴達的吸引力集中在鋼鐵人，惠妮把被父親冷落的怨恨出在鋼鐵人。為了報復，惠妮從史塔克國際偷走未完成品偽裝面具，以假面夫人的身分到處鬧事。「假面夫人」這個稱呼並不是她的自稱，而是東尼在和她交手過後與羅迪討論所取的。在沒有特意偽裝成別人時，假面夫人的外表就是一副面具搭配藍色與黑色的服裝。東尼以鋼鐵人身分第一次制服假面夫人時發現是惠妮，答應為她保密交換她不再鬧事。當假面夫人重新出現並偽裝東尼公開鬧事，東尼以鋼鐵人身分再度制服她，她才說出違約的原因，就是幽靈殺手要殺害她的好朋友東尼。為了東尼的安全，她想要以自己為餌吸引幽靈殺手現身。
由於偽裝面具的有毒物質，惠妮逐漸精神失常，會在無意識下使用偽裝面具化身假面夫人進行破壞。惠妮後來因為中毒過深昏迷，處於生命危險。東尼救了惠妮，惠妮的記憶也只有保留到進入明日學院第一天為止。假面夫人也沒有再出現於第一季。
魔多客（MODOK, Mental Organism Designed Only for Killing）
AIM開發的智慧體，結合生物與人工智慧科技。成功啟動後接管AIM。可以用腦波攻擊敵人的腦部，威力足以致命，但是對心智受到控制的目標無效。
奈米機器人（Nano-mites）
原本是東尼設計出來破壞敵人電腦資料的病毒。根據東尼的計畫，病毒吃光電腦內的資料後就會因為缺乏「食物」而自我毀滅。可是這些病毒在吃光電腦資料以後將自己轉移到奈米機器人，這些奈米機器人會到處搜尋高科技產品並吃掉。後來東尼前往處理時發現事態嚴重，要阻止這些機器人擴散。東尼丟下裝甲衣當誘餌，並在它們靠近後引爆裝甲衣。
賈斯汀·漢默（Justin Hammer）
在第二季登場，霍華失蹤以後成長為最大的軍火商，登場時21歲。行事狠毒，為達目的不擇手段的程度超過歐巴達。小辣椒一開始在東尼重建完成的基地看到他的檔案有些著迷，但是東尼告訴小辣椒這人是個壞蛋。他和菲克斯先生、飛鞭子、暴風雪合作，為了打造足以超越鋼鐵人的機甲而重生雷射人。他曾經取得鋼鐵人裝甲衣的資料，但是被東尼潛入銷毀。賈斯汀會單純為了自己的喜好做出旁人看來瘋狂的事，例如在自己的大樓突然玩起高空彈跳。小辣椒告訴東尼神盾懷疑賈斯汀和馬吉亞幫、邪惡之主和AIM的成員之間有犯罪活動。

### 其他
翠絲
史塔克國際的助理。即使在霍華失蹤而歐巴達掌權後，私下仍然對東尼友好。小辣椒提議安排校外教學時，就讓東尼打電話給她請她幫忙安排。
安東（Anton）
艾凡·范可的同事，過去和艾凡一起到太空進行探勘。當太陽風暴來襲，安東考慮全體工作人員的存亡而丟下艾凡讓太空船返回地球。兩年後，艾凡靠赤色機甲的科技活下來並回到地球找安東報仇。東尼發現艾凡真正的目標以後，要求安東說出發生過什麼事。一開始安東想要保密，東尼表示這樣就沒辦法保護安東。最後安東說出實情，並且在小辣椒協助下讓艾凡放棄報仇。
布萊恩
史塔國際保全領隊
黑豹 / 鐵查拉（Black Panther / T'Challa）
黑豹是瓦干達統治者的正式稱號，肩負保護瓦干達的重任。自從鐵查拉的父親被殺害，他便以黑豹的裝束追蹤兇手到美國。東尼在追查AIM的時候遇到黑豹外觀的鐵查拉，雙方誤以為對方是敵人。後來知道這位和東尼一樣年輕的少年父親被謀殺，兇手還偷走瓦干達的重要礦石奈布林（Vibranium）。他一開始不願意接受東尼的協助，因為不想和外界有牽扯。最後在東尼協助下脫險、抓住罪犯及找回失竊物，對東尼表示也許瓦干達該考慮改變自古以來的封鎖政策，並將罪犯帶回國審判。
浩克（Hulk）
全身綠色的皮膚以及強壯的體格，破壞力強大且性格易衝動，在《Uncontrollable》一集登場。羅迪和小辣椒遇到浩克在街上暴力攻擊，東尼以鋼鐵人身分要阻止浩克也吃大虧。後來東尼另外研發對浩克專用的裝甲衣，和浩克交手才能阻止浩克。原來浩克被AIM控制，要用來摧毀魔多客。之後浩克擺脫控制，但是東尼被控制當作對付魔多客的武器。最後浩克救了東尼。
浩克雖然思想簡單，在和羅迪與小辣椒相處時，也能下「小辣椒話多。」的評語。
小瑞（Rick Jones）
跟著浩克行動的少年，努力安撫浩克不要失控。在東尼被AIM擄走後，他和浩克、羅迪、小辣椒在一起。根據小瑞所說，他和浩克必須不斷遷移，因為沒辦法在同一個地方安定下來。在救回東尼以後，小瑞和浩克離開。東尼、羅迪、小辣椒一開始為他們三人團隊關係煩惱，這時候明白他們並不是問題最大的。

## 重要組織
史塔克國際（Stark International）
製造各種高科技產品的公司，原本在霍華的掌握下。早期有從事武器研發，但是在東尼出生後霍華決定放棄武器研發。在霍華失蹤以後落入歐巴達的掌握中，重新開始武器研發。公司裡面許多已完成或未完成品都是出自史塔克父子之手。霍華還在時，東尼進入史塔克國際遇到的人員都親切和他打招呼。但是歐巴達掌權後，很明顯的改變就是公司人員不再對東尼熱絡，後來東尼甚至詞法自由進入史塔克國際。為了查明歐巴達的盤算，東尼仍然會用鋼鐵人身分滲透監視。
東大兵（Tong）
來自中國的黑幫，由張以滿大人身分在紐約領導。東尼以鋼鐵人身分第一次出的任務是阻止列車撞上史塔克國際大樓，這場「意外」本身是東大兵製造的。後來小金囚禁張，奪取馬克魯戒指並瞞著東大兵以滿大人身分指揮他們。在這種情況下，東大兵不但被指派尋找馬克魯戒指並且升高與馬吉亞幫的衝突。隨著時間，東大兵開始懷疑滿大人的不正常，並在《Don't Worry, Be Happy》一集確認他們當下面對的滿大人已經不是原本的那一個。在第一季末期，張被救出來並重新領導東大兵。然而馬克魯戒指落入小金手中，小金成功逃脫並持續尋找其它馬克魯戒指。
馬吉亞幫（Maggia）
來自歐洲的黑幫，由米法拉伯爵領導。自從小金掌握東大兵，馬吉亞幫與東大兵的衝突不斷升高。馬吉亞幫擁有許多危險的高科技武器，有的是從史塔克國際外流，有的是和科學家菲克斯先生合作所取得。
神盾局（S.H.I.E.L.D.）
一個龐大的國際間諜組織，甚至有自己的科技機構與太空站。霍華還在的時候，曾經提供他們武器。東尼也因為被他們找去幫忙維修知道自己父親以前做的事而感到痛心，後來由蘿絲告訴東尼關於霍華的心路歷程。
超智機構（A.I.M.）
一家提供高科技的公司，為了得到新技術而不擇手段，可以做出非法的事。曾經誘騙東尼讓他的同學戴上控制者磁碟，或雇人偷走瓦干達的東西。後來成功研發魔多客，讓魔多客掌握AIM。
瓦干達（Wakanda）
非洲小國，長期與外界封閉。他們的統治者稱「黑豹」，並且以來源不明的強大武力抵擋所有入侵者。

## 各集標題
| 集數   | 主題                            | 台灣中文譯名     |
| 第一季 |                                 |                  |
| 01     | Iron, Forged in Fire: Part 1    | 烈火煉鋼：上集   |
| 02     | Iron, Forged in Fire: Part 2    | 烈火煉鋼：下集   |
| 03     | Secrets and Lies                | 秘密與謊言       |
| 04     | Cold War                        | 冰雪之戰         |
| 05     | Whiplash                        | 飛鞭子           |
| 06     | Iron Man vs. the Crimson Dynamo | 赤色決戰         |
| 07     | Meltdown                        | 兩難的掙扎       |
| 08     | Field Trip                      | 校外教學         |
| 09     | Ancient History 101             | 古廟歷險         |
| 10     | Ready, A.I.M., Fire             | 落入陷阱         |
| 11     | Seeing Red                      | 紅色危機         |
| 12     | Masquerade                      | 假面夫人         |
| 13     | Hide and Seek                   | 捉迷藏           |
| 14     | Man and Iron Man                | 裝甲衣的意志     |
| 15     | Panther's Prey                  | 黑豹的獵物       |
| 16     | Fun with Lasers                 | 外太空生死戰     |
| 17     | Chasing Ghosts                  | 幽靈殺手         |
| 18     | Pepper, Interrupted             | 小辣椒落難       |
| 19     | Technovore                      | 不死病毒         |
| 20     | World on Fire                   | 火的考驗         |
| 21     | Designed Only for Chaos         | 雷射人之死       |
| 22     | Don't Worry, Be Happy           | 開心就好         |
| 23     | Uncontrollable                  | 綠巨人           |
| 24     | Best Served Cold                | 假面危機         |
| 25     | Tales of Suspense: Part 1       | 巨龍的考驗：上集 |
| 26     | Tales of Suspense: Part 2       | 巨龍的考驗：下集 |

## 與原始設定差異
- 東尼、羅迪、小辣椒、小金、哈皮、惠妮等人的設定成為高中生。
- 原始設定的史塔國際是在東尼手中停止武器開發，此版本是在霍華手中停止武器開發，且東尼尚未繼承史塔國際。
- 原始設定的小辣椒原名之首稱「Virginia」，這裡改稱「Patricia」。
- 赤色機甲的使用者在此版本和原始設定不同。
- 原始設定的惠妮兼假面夫人是米法拉伯爵的女兒，這裡改成歐巴達的女兒。
- 原始設定的滿大人已經集齊十枚馬克魯戒指，這裡的馬克魯戒指尚在搜尋中。
- 原始版本的霍華·史塔克已經死亡。在此版本第一季最後一集小金宣稱霍華還活著，第二季第一集霍華在劇情中現身。
- 此版本的賈斯汀比原始設定的年輕。

## 相關連結
- （中文）台灣卡通頻道網站 （页面存档备份，存于）
- （中文）台灣卡通頻道介紹頁面 （页面存档备份，存于）